# モッキンバード
モッキンバード (Mockingbird) は、テキーラをベースとするカクテルの一種である。

## 由来
「モッキンバード」は、「物まね鳥」の意味である。和名をマネシツグミという、メキシコなど北米大陸南部に生息する鳥で、他の鳥の鳴き声をまねする性質があることからこの名がある。メキシコの地酒であるテキーラをベースにしたカクテルなので、この名が付けられたとされる。グリーン・ペパーミントの緑色が鮮やかなカクテルである。

## 標準的なレシピ
- テキーラ - 30ml
- クリーム・デ・メント（グリーン） - 15ml
- レモン・ジュースまたはライム・ジュース - 15ml

### 作り方
上記の材料をシェーカーでシェークし、カクテル・グラス（容量75〜90ml程度）に注ぐ。

### 備考
クリーム・デ・メント（クレーム・ド・メント）はミント（はっか）のリキュールで、グリーンとホワイトのものがある。モッキンバードにはグリーンのものを使用する。